# František Kubka

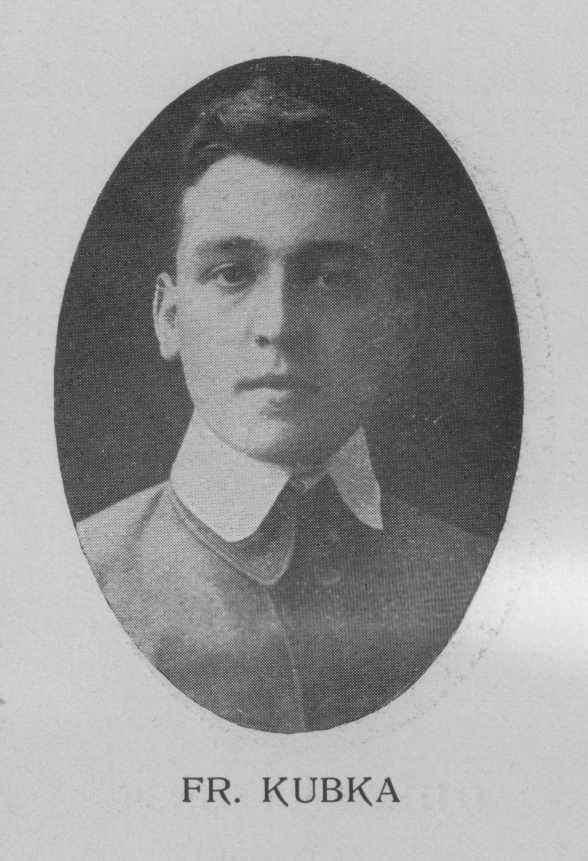
František Kubka

František Kubka (* 4. März 1894 in Prag, Österreich-Ungarn; † 7. Januar 1969 ebenda) war ein tschechischer Journalist, Schriftsteller, Dichter, Übersetzer und Politiker.

## Leben
Während des Ersten Weltkrieges meldete er sich zu den tschechoslowakischen Legionen in Russland. In der zweiten Hälfte der 1920er Jahre war Kubka Teilnehmer an den Treffen der informellen Stammtischgruppe Prager Intellektueller Pátečníci. Ab 1927 war er als Redakteur bei der Prager Presse tätig. Während der deutschen Besetzung der Tschechoslowakei blieb er im Land. Ab 1946 war er für drei Jahre als Botschafter in Bulgarien tätig.

## Werke
Kubka verfasste zahlreiche Literaturstudien und Memoirenentwürfe. Daneben übersetzte er aus dem Russischen und Deutschen. Er schrieb Reiseberichte über Russland (Barvy východu – Die Farben des Ostens), die aus seinen Erfahrungen während seiner Gefangenschaft im Ersten Weltkrieg stammten. In der Zeit des Zweiten Weltkrieges veröffentlichte er seine bekanntesten historischen Novellen (Skytský jezdec, Pražské nokturno, Karlštejnské virgilie). Diesen Büchern liegen zum Teil mittelalterliche Sagen zugrunde, andere stammen aus der Zeit der Gotik, Renaissance bis zum Barock. Nach dem Weltkrieg setzte er die Richtung der belletristischen Geschichtsschreibung mit Romanen fort. Die Entwicklung Böhmens nach 1848 beschrieb Kubka in einem Romanzyklus.

### Übersetzungen
- Augenzeuge meiner Zeit. Artia Verlag, 1964
- Glück im Sturm. Verlag Volk und Welt, 1957
- Wie der Soldat Iwan Iwanowitsch zu einem Kreuz kam. Insel-Verlag, 1962
- Abende am Schwarzen Meer. Insel-Verlag, 1954
- Karlsteiner Vigilien. Rütten & Loening